# 馬泰奧·薩爾維尼
馬泰奧·薩爾維尼（義大利語： Matteo Salvini，義大利語發音：[matˈtɛːo salˈviːni]，1973年3月9日—），兩度任義大利副總理和（先後兼任內政部長和基建部長）。自2013年12月起擔任北方聯盟主席，自2018年3月擔任意大利參議員。他此前曾從2004年到2018年擔任歐洲議會議員西北義大利選區議員。
他被認為是一個強硬的欧洲怀疑主义式的政治家，對歐盟，尤其是歐元，持有一種截然不同的批評觀點。他的政治意識形態相當右派，強調去全球化，本土和保護主義立場。
他被支持者暱稱為“船長”（Il Capitano）。
他的立場使得許多政治評論家和報紙，如《衛報》、《紐約時報》、《 金融時報》、《經濟學人》和《赫芬頓郵報》，都將他描述為強人和当前意大利最有影响力的人物。他的政治觀點被《衛報》和《獨立報》網站描述為極右翼。

## 早年
薩爾維尼就讀於米蘭的古典學園 “ 亞歷山達羅·孟佐尼（Alessandro Manzoni） ” ，後來就讀於米蘭大學（University of Milan），他首先學習政治學，然後進入歷史；然而，他中斷了學業以開始自己的政治生涯，但從未畢業。
薩爾維尼年輕時曾去過左翼自治社會中心萊昂卡瓦洛，儘管這種關係的性質是有爭議的。他說自己十幾歲時曾去過Leoncavallo，他接受了這些想法。

## 副總理兼內政部長（2018–2019）
在多數人之間的緊張局勢加劇之後，薩爾維尼於2019年8月宣布了對孔蒂總理的不信任動議。

## 政治觀點
薩爾維尼被描述為一種硬歐洲懷疑論者，認為歐盟沒有人道精神。
他支持唐納·川普成為美國總統，也支持他承認耶路撒冷為以色列首都。 亦因而質疑伊朗核子協議，以及伊朗對於以色列的政策。
同時他還支持其他右翼民粹主義人士。（包含雅伊爾·博索納羅）

### 歐洲政治
總體而言，聯盟黨所屬的歐洲聯盟“認同與民主”成為新當選的歐洲議會中的第五大黨團。

## 個人生活
2001年，馬特奧·薩爾維尼與在私人廣播電台工作的一名記者法布里齊婭·伊魯茲（Fabrizia Ieluzzi）結婚，他在2003年生了一個孩子費德里科（Federico）。 2010年離婚後，他的家庭伴侶朱利亞·馬丁內利（Giulia Martinelli）在2012年生了一個女兒Mirta 。自2019年3月起，薩爾維尼與政客丹尼斯·韋爾迪尼的女兒弗朗西斯卡·韋爾迪尼（Francesca Verdini）訂婚。
薩爾維尼是AC米蘭的狂熱支持者。

## 另見
- 右翼民粹主義

## 外部連結
- Personal profile of 馬泰奧·薩爾維尼 in the European Parliament's database of members